# سید مرتضی میرباقری
سید مرتضی میرباقری معاون سابق رئیس سازمان صدا و سیما است. او پیش از آن قائم مقام وزیر کشور عبدالرضا رحمانی فضلی در امور اجتماعی و فرهنگی بود. وی پیشتر نیز در دورهٔ ضرغامی از شهریور ۱۳۸۴ مسولیت همین معاونت را بر عهده داشت تا این که در شهریور ۱۳۸۹ سید عزت‌الله ضرغامی او را برکنار و با علی دارابی جایگزین کرد. او پیشتر از مهر ۱۳۷۹ تا خرداد ۱۳۸۲ در دولت سید محمد خاتمی، اولین رئیس سازمان ملی جوانان و مشاور رئیس‌جمهور ایران در امور جوانان بود. میرباقری به طیف اصولگرایان معتدل متمایل است. میرباقری استادیار فلسفه دانشگاه خوارزمی است. او رئیس کمیسیون اجتماعی شورای عالی انقلاب فرهنگی است.